# Освальдо Пая
Освальдо Пая (Освальдо Пайя, Oswaldo Payá, 29 лютого 1952, Гавана, Куба — 22 липня 2012) — лідер кубинського християнсько-демократичного руху, дисидент.
У 1999 році відзначений Премією Homo homini.
У 2002 році був ініціатором збирання підписів під петицією про референдум з питання скасування однопартійності на Кубі (проєкт «Варела»). Ця петиція стала першою опозиційною акцією, яка поширилась всією кубинською територією. Всього було зібрано понад 30 тисяч підписів. Референдум не проводився.
Лауреат премії Сахарова за свободу думки (2002). Його кандидатуру також двічі висували на Нобелівську премію миру.
Загинув у автокатастрофі біля міста Баямо під час відвідин провінції Гранма.